# Buëch (fiume)
Il Buëch (detto anche Buech) è un fiume francese affluente della Durance. Attraversa i dipartimenti della Drôme (nel Rodano-Alpi), delle Alte Alpi e delle Alpi dell'Alta Provenza (nella Provenza-Alpi-Costa Azzurra).
La zona percorsa dal fiume viene chiamata Bochaine oppure Pays du Buëch.

## Percorso
Nasce nei pressi del Colle della Croix Haute nel dipartimento della Drôme. Scendendo verso sud entra nel dipartimento delle Alte Alpi e prima di Serres riceve da sinistra il Petit Buëch. Più avanti nei pressi di Châteauneuf-de-Chabre riceve da destra la Méouge. Infine confluisce nella Durance nei pressi di Sisteron ormai nel dipartimento delle Alpi dell'Alta Provenza.